# 7.5厘米Le.IG 18輕型步兵炮
7.5厘米le.IG 18輕型步兵炮（德語：7.5 cm le IG 18），是德意志国防军在二战期间使用的步兵炮。
此炮自1927年由莱茵金屬开始研制，設計中的装甲擋板可以保护砲手们。此炮有山炮衍生版，7.5厘米le.GebIG 18，其运输時可以分解成6到10份，最重的重74.9公斤，通常每个山地营能分配到两門炮。而1939年生产了6門空降型的7.5厘米 le.IG 18F，能够分解成四个140公斤的载荷。此改型換了更小的轮子及去掉了炮盾。
此外还有一种步兵支援炮，称作7.5 cm Infanteriegeschütz L/13，设计上作为le.IG 18的後繼者，而Ie.IG 18本身則可以分为4 - 6个载荷。然而對7.5 cm Infanteriegeschütz L/13进行测试後，德国陆军认为它比起现有的Ie.IG 18改进不大，不值得換裝，因此陆军保留了Ie.IG 18。

## 7.5 cm le.IG 18 和 7.5 cm le.GebIG 18 的數據
- 口径：75毫米
- 俯仰角：-10°到 73°
- 初速（高爆弹）：210米/秒
- 射程：3,550米
- 射界：12°
- 重量（le.IG 18）：400公斤
- 重量（le.GebIG 18）： 440公斤
- 高爆彈重量：6公斤
- 混凝土破壞彈重量：3公斤

## 图集

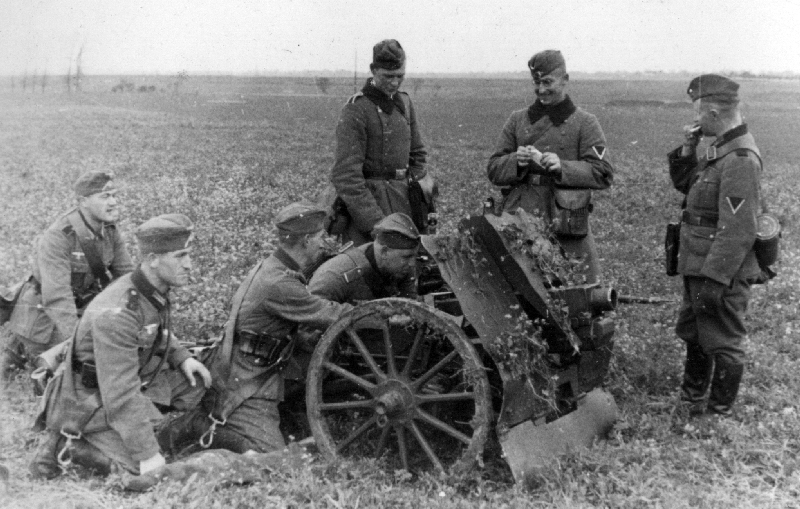
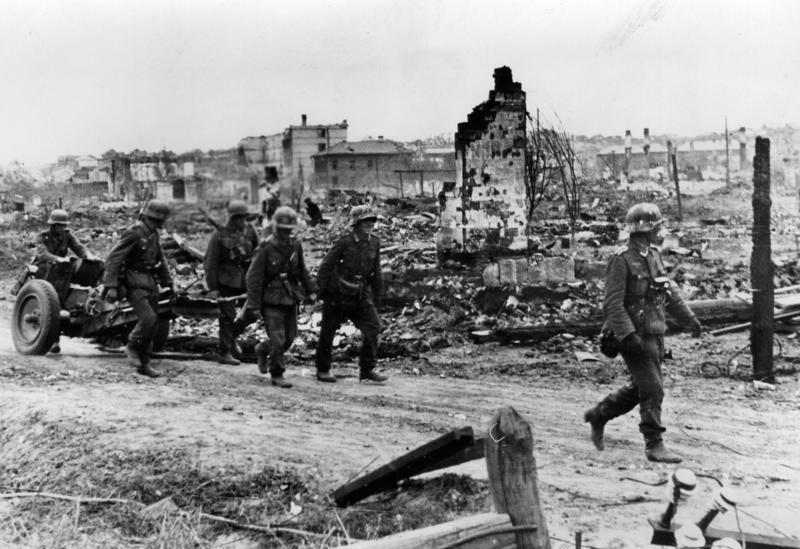
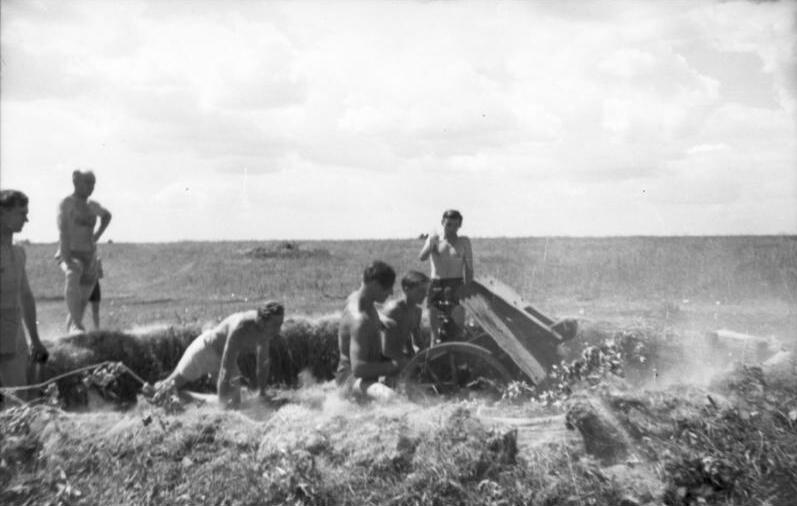

## 7.5 cm IG L/13的數據
- 口径：75毫米
- 俯仰角：5°到43°
- 初速：305米/秒
- 射程：5,100米
- 射界：50°
- 重量：375公斤
- 彈藥重量：6.35 kg

## 参見
- 火炮
- 火炮列表